# Prachtkogelspin
De prachtkogelspin (Parasteatoda lunata) is een spinnensoort uit de familie van de kogelspinnen (Theridiidae). De wetenschappelijke naam van de soort werd, als Araneus lunatus, in 1758 gepubliceerd door Carl Alexander Clerck.

## Kenmerken
Mannetjes van de prachtkogelspin bereiken een lichaamslengte van ongeveer 3,0 mm, vrouwtjes 3,5 tot 5,0 mm. Het achterlijf is hoger dan lang. De basiskleur is zeer variabel. Het kopborststuk is monochromatisch bruin of rood. De basiskleur van het achterlijf is rood of zwartbruin. Daarop is een tekening aanwezig die bestaat uit twee kleine, witte, hoekige vlekken aan de bovenzijde, één grote, feloranje lengtevlek met brede witte randen aan de zijkanten en drie grote, gele, halvemaanvormige vlekken op de rug. De poten zijn lichtbeige en donker geringd of effen rood.

## Habitat
De soort leeft voornamelijk in rijke en enigszins vochtige loofbossen en aan hun randen.

## Verspreiding
De prachtkogelspin leeft in grote delen van het Palearctisch gebied, van Ierland en de Canarische Eilanden in het oosten tot Kamtsjatka en Japan. In de noord-zuid richting strekt de verspreiding zich uit van Scandinavië tot Israël en in het oosten tot het zuiden tot China. De soort is geïntroduceerd in Zuid-Afrika. Het verspreidingsgebied beslaat de boreale tot mediterrane zone. De soort komt in Europa niet voor in IJsland en Griekenland.

## Levenswijze
De prachtkogelspin bouwt zijn web op boomstammen onder sterke zijtakken, aan de onderkant van schuine bomen en op soortgelijke plaatsen die van bovenaf enige beschutting bieden. Hij blijft meestal in het net op een schuilplaats onder losse plantendelen. Geslachtsrijpe dieren worden gevonden van mei tot juli.